# Зонненбюль
Зонненбюль (нем. Sonnenbühl) — община в Германии, в земле Баден-Вюртемберг. 
Подчиняется административному округу Тюбинген. Входит в состав района Ройтлинген.  Население составляет 7045 человек (на 31 декабря 2010 года). Занимает площадь 61,35 км².
Коммуна подразделяется на 4 сельских округа.